# Stapferschulhaus

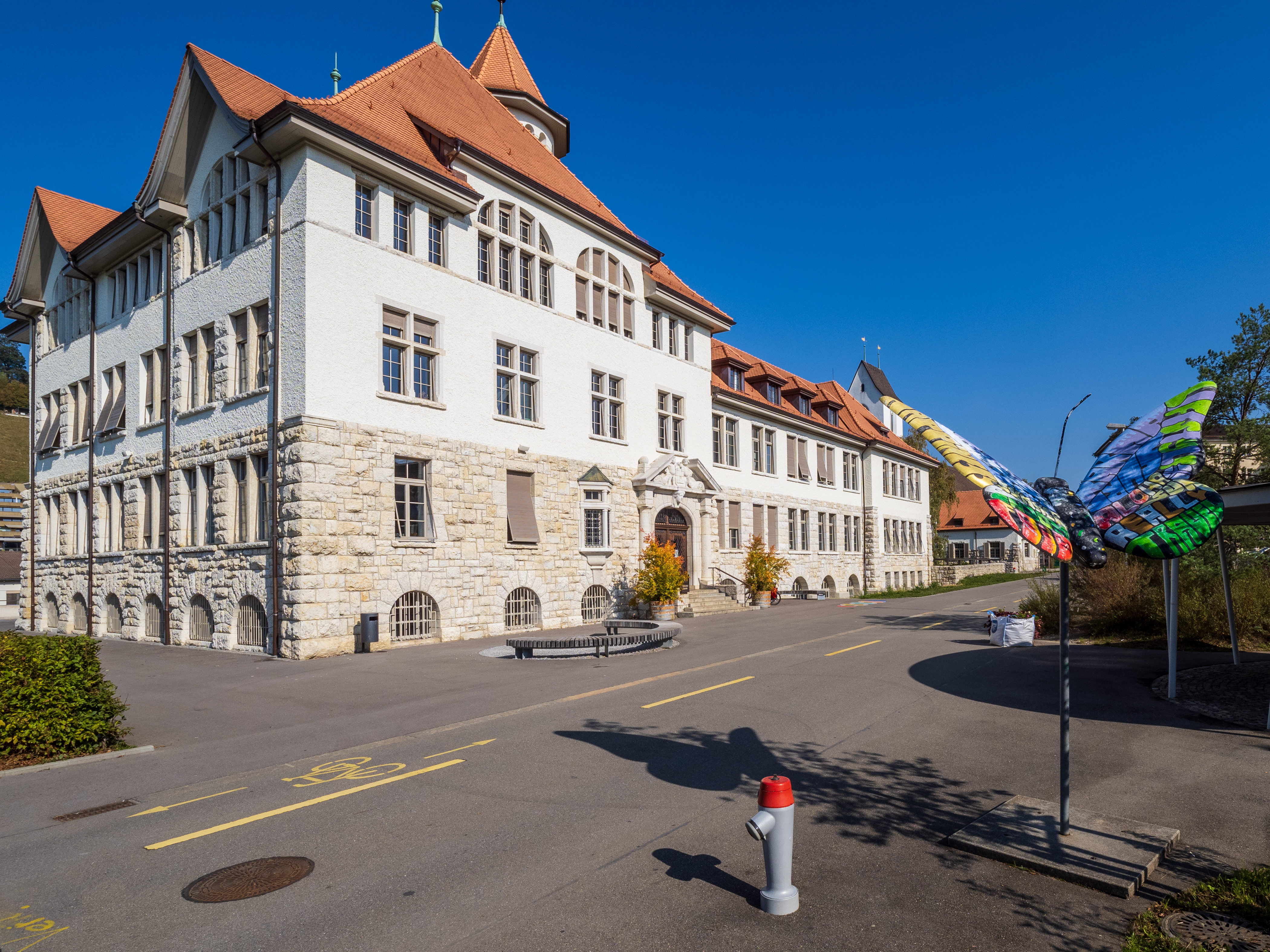
Schulhaus Stapfer

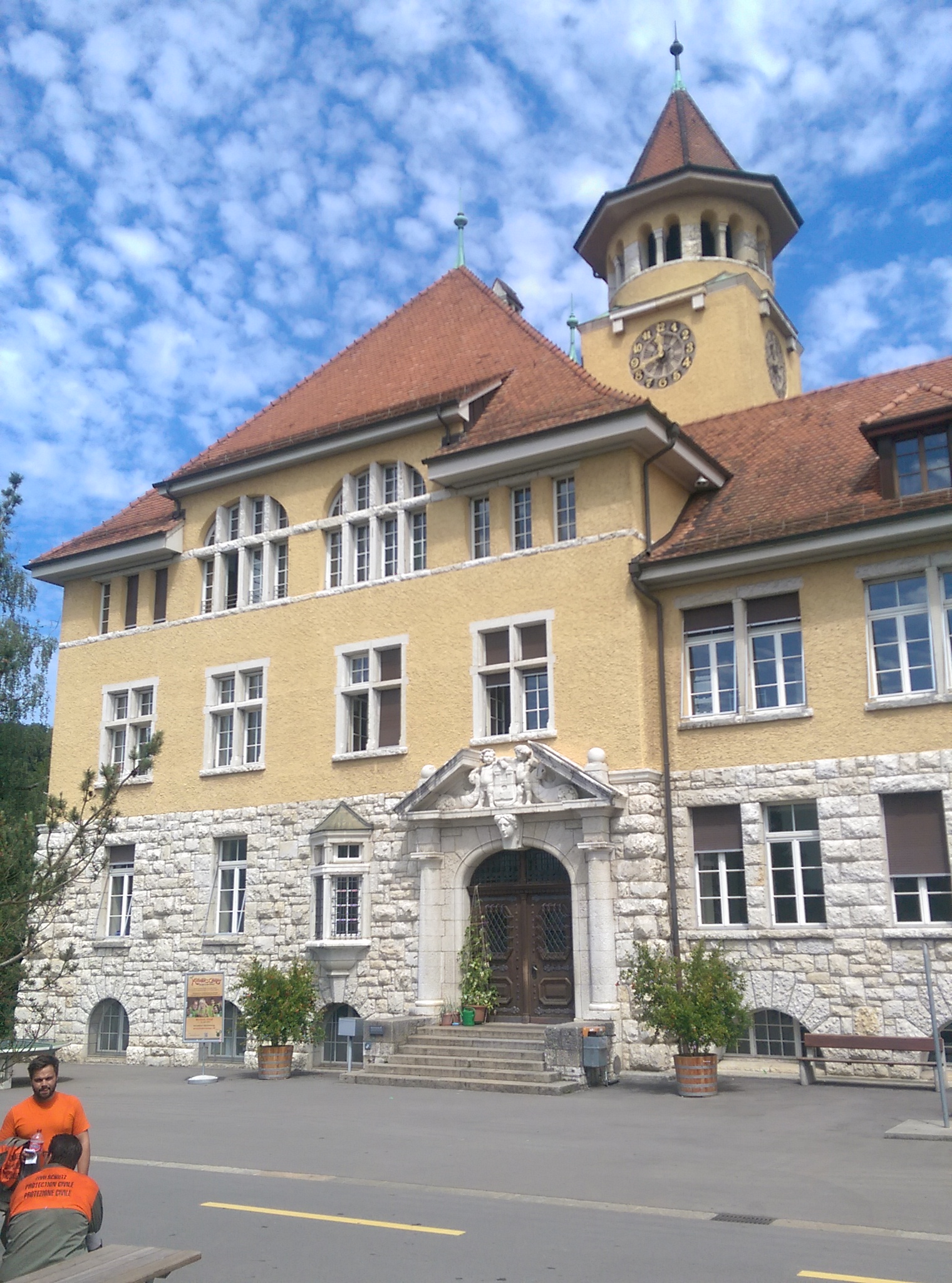
Stapferschulhaus

Das Stapfer Schulhaus ist ein Schulgebäude in Brugg im Kanton Aargau. Es steht an der Museumstrasse unmittelbar westlich der Altstadt, wurde 1909 erbaut und ist ein Kulturgut von regionaler Bedeutung.

## Baugeschichte
Das Brugger Gemeindeschulhaus, das später nach Philipp Albert Stapfer, dem «Kulturminister» der Helvetik benannt wurde, liegt westlich der Brugger Altstadt, dicht vor dem Archivturm, an den das zugehörige Abwartshaus herangerückt ist. Es wurde 1909 nach Plänen von Albert Froelich, einem aus Brugg stammenden und damals in Charlottenburg ansässigen Architekten durch die die Baufirma Gentsch, Strasse & Cie. ausgeführt. Die Baukosten des Schulhauses samt Abwartwohnung und Umgebungsarbeiten beliefen sich auf rund 320'000 Franken. Von 1982 bis 1986 fand eine Innensanierung statt und von 1987 bis 1988 eine Aussenrenovation (Einbau von Dachlukarnen).
Im Jahr 2017 wurden eine Sanierung und Erweiterung des Schulhaus Stapfer sowie die Erneuerung des Sportplatzes Hallwyler in Angriff genommen. Diese soll 2018 abgeschlossen sein und kostet die Stadt Brugg 10,56 Millionen Franken.

## Architektur

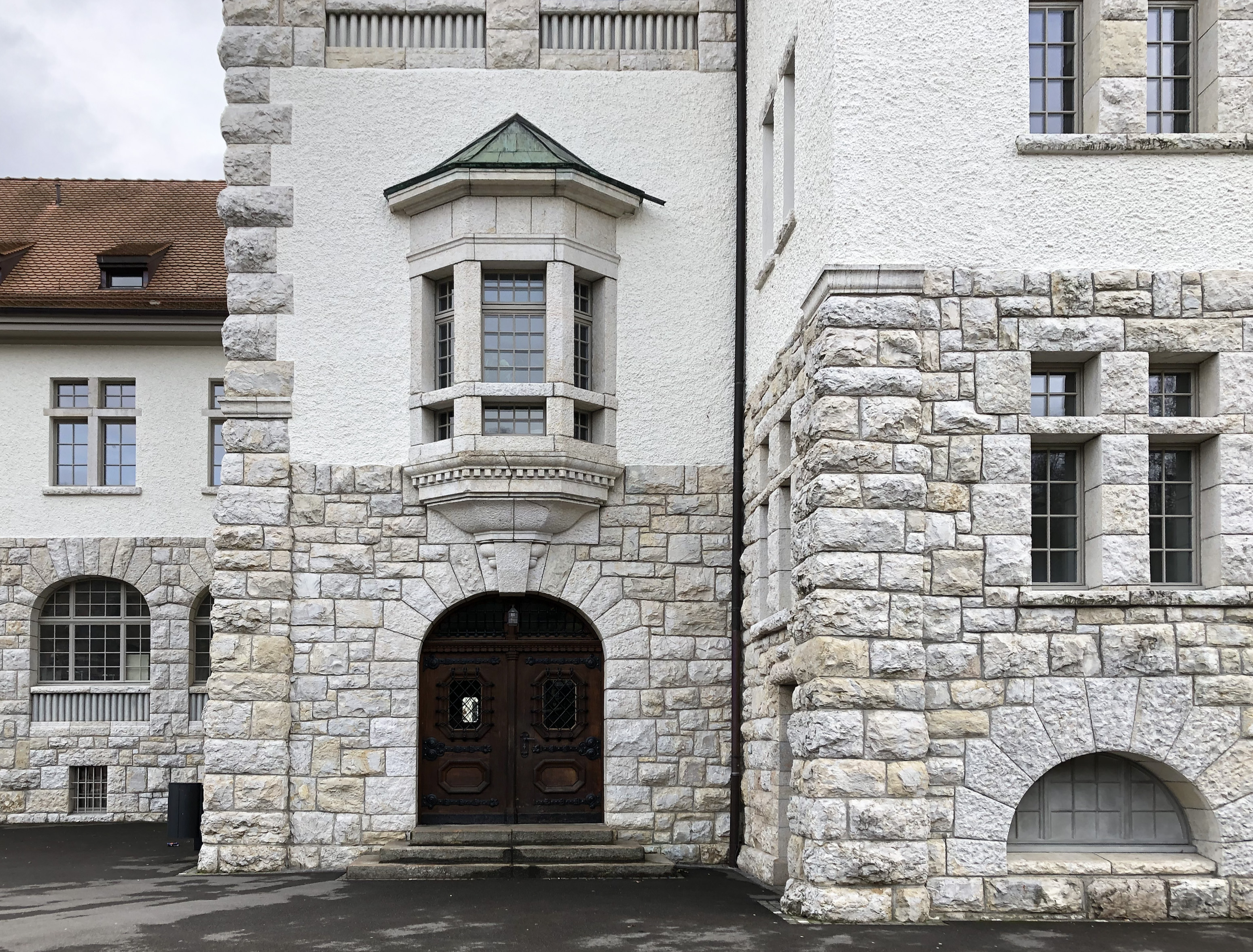
Nordeingang

Das Gebäude gliedert sich in einen mächtigen, turmbewehrten Westflügel und einen niedrigeren Ostflügel, die durch einen leicht zurücktretenden Mitteltrakt verbunden sind. Nach Norden sind die Flügelbauten mit Ziergiebeln geschmückt. Wahrzeichen des Stapferschulhauses ist der von einem runden Aufsatz mit Biforien bekrönte Uhrturm mit achtteiligem Turmhelm. Kräftiges Bossenmauerwerk in Jurakalk kennzeichnet das Erdgeschoss als Gebäudesockel. Die Mauerflächen darüber sind mit einem Besenwurf verputzt. Für die Befensterung wurden teils gotisierende Kreuzstockfenster aus Kalkstein, teils Reihenfenster mit Bossenquaderpfosten gewählt. Das in einem Korbbogen schliessende Hauptportal schmückt ein gesprengter Giebel auf toskanischen Halbsäulen. Über dem als Frauenkopf skulptierten Schlussstein halten zwei Putten den Wappenschild der Stadt Brugg und jeweils ein Füllhorn. Der westliche Querbau beherbergt das in der Achse des Haupteingangs angeordnete Treppenhaus.

## Inneres des Gebäudes
Das originale Raumprogramm umfasste in zwei Stockwerken zwölf Klassenzimmer, zwei Reserveräume, zwei Arbeitszimmer, ein Lehrerzimmer, zwei Handfertigkeitsräume, eine Küche, eine grosse Speisekammer und dazu den in das Dach hinaufgezogenen, gewölbten Singsaal. Über der Eingangshalle liegt das Lehrerzimmer, im Untergeschoss waren neben einer Schulküche ein Essraum, Räume für den Handfertigkeitsunterricht, die Heizung und ein Duschbad eingerichtet. Bemerkenswert ist insbesondere der Singsaal, den ein Kreuzgewölbe auf durchbrochenen Wandpfeilern auszeichnet. Der Raum ist mit türhohem, tannigem Täfer ausgekleidet. Gleiches gilt für das Lehrerzimmer, wo der darüber angebrachte Fries mit Dekorationsmalereien überstrichen wurde. Original erhalten ist der aus Granitstufen gefügte Treppenaufgang mit schmiedeeisernem Geländer und hölzernem Handlauf, der in einen Widderkopf mündet.

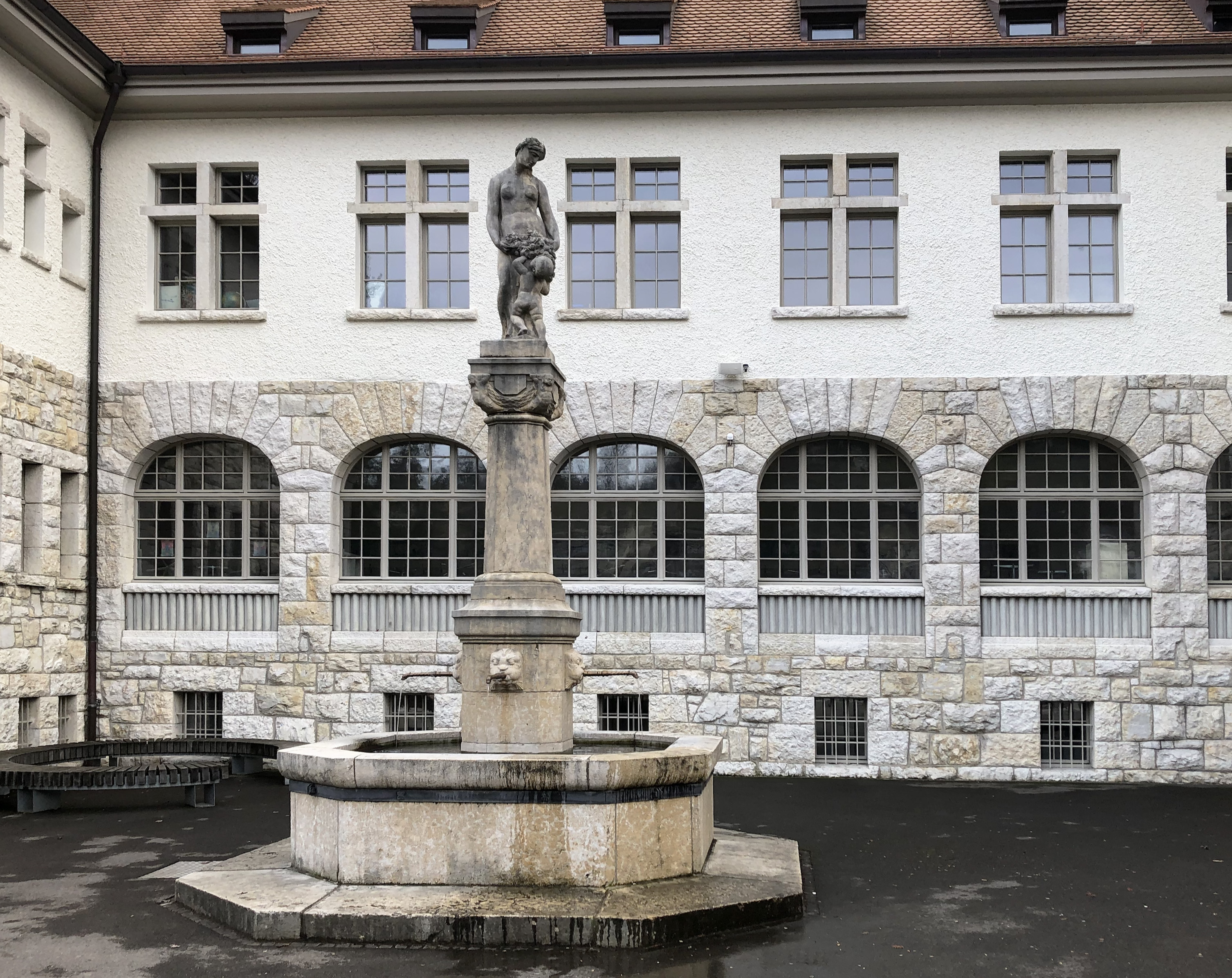
Schulhausbrunnen

## Umgebung
Für den nördlichen Schulhof entwarf Froelich einen Zierbrunnen mit oktogonalem Becken. Die Skulptur Mutter und Kind auf der Brunnensäule modellierte der Zürcher Bildhauer Arnold Hünerwadel, die Ausführung oblag den Gebrüdern Schwyzer in Zürich. Die Inschrift lautet Inschrift: «ARCHITEKT ALB. FROELICH HAT DIES HAUS ERB. ANNO DOM. 1909». Das Abwartshaus übernimmt mit Querflügel, Bossenquader-Mauerwerk und Kreuzstockfenstern die wesentlichen Gestaltungsmerkmale des Hauptgebäudes. Die Südfassade akzentuiert ein bow window. Das Gebäude schliesst mit einem Torbogen unmittelbar an den Archivturm an und leitet so auch optisch von der Altstadt zum Stapferschulhaus über.